# Rüdiger Blume
Rüdiger Blume (* 17. Dezember 1941 in Hameln) ist Professor für Chemie und Didaktik der Chemie. 
Der Sohn des Kaufmanns Werner Blume begann nach der Bundeswehr (1963) ein Studium der Chemie in Göttingen und wechselte 1965 zur Biochemie in Tübingen. Er erwarb 1973 einen Abschluss als Diplom-Biochemiker und wurde 1975 in Physikalischer Chemie mit der Arbeit Ein neues Auswertungsverfahren zur spektroskopischen Analyse von mehrstufigen, überlappenden Protolyse-Gleichgewichten promoviert. Nachdem er sich 1978 an der Pädagogischen Hochschule Westfalen-Lippe für das Fach Chemie und Didaktik der Chemie habilitiert hatte, wurde er hier, an der Abteilung in Bielefeld, zum Professor berufen. Seit Auflösung dieser Pädagogischen Hochschule im Jahr 1980 ist er Mitglied der Fakultät für Chemie an der Universität Bielefeld.
Seine Hauptarbeitsgebiete sind Methoden der experimentellen Umweltchemie, Entwicklung von Experimenten zu modernen Inhalten für den Chemieunterricht, Schulbucharbeit und moderne Medien. 